# Nemoptera alba
Nemoptera alba là một loài côn trùng trong họ Nemopteridae thuộc bộ Neuroptera. Loài này được Olivier miêu tả năm 1811.